# Бурук, Окан
Ока́н Буру́к (тур. Okan Buruk; род. 19 октября 1973, Стамбул) — турецкий футболист, полузащитник; ныне тренер. Участник чемпионата Европы 2000 года и чемпионата мира 2002 года.

## Биография
Более 10 лет (с перерывами) выступал за «Галатасарай», также играл за «Интернационале» (2001—2004) и «Бешикташ» (2004—2006). В течение многих лет был игроком сборной страны (1992—2006). В 2008 году вместе с Хаканом Шукюром покинул свой родной клуб и подписал двухлетний контракт с клубом «Истанбул ББ».

## Достижения

### В качестве игрока
- Чемпион Турции (7): 1992/93, 1993/94, 1996/97, 1997/98, 1998/99, 1999/00, 2007/08
- Обладатель Кубка Турции (4): 1992/93, 1995/96, 1998/99, 1999/2000
- Обладатель Кубка спортивных журналистов Турции (Türkiye Spor Yazarları Derneği Kupası) (4): 1993, 1998, 1999, 2000
- Обладатель Кубка Президента (3): 1993, 1996, 1997
- Обладатель Кубка УЕФА (1): 1999/00
- Обладатель Суперкубка Европы (1): 2000
- Бронзовый призёр чемпионата мира 2002

### В качестве главного тренера

#### «Акхисар Беледийеспор»
- Обладатель Кубка Турции: 2017/18

#### «Истанбул Башакшехир»
- Чемпион Турции: 2019/20

#### «Галатасарай»
- Чемпион Турции (3):  2022/23, 2023/24, 2024/25
- Обладатель Кубка Турции: 2024/25
- Обладатель Суперкубка Турции: 2023